# Пашата
Пашата (на френски: Le Pacha) е френски филм от 1968 година на режисьора Жорж Лотнер, с участието на Жан Габен.

## Сюжет
Шест месеца преди пенсионирането си от криминалната полиция, инспектор Жос открива трупа на колегата си Гувьон при лошо инсцениран опит за самоубийство. Жос е разгневен и започва собствено разследване, което го отвежда дълбоко в подзмения свят на Париж. Принципният полицейски комисар, решен да води самотна и отчаяна битка както срещу престъпността, така и срещу корупцията в полицейските среди. Обир на диаманти, парижките барове, парижкия нощен живот и финалното преследване са заснети в унисон с цялостната композиция на филма, който далеч надминава рамките на дефинирания екшън.

## В ролите
| Изпълнител | Роля                 |
| ---------- | -------------------- |
| Жан Габен  | комисар Жос (Пашата) |
| Дани Карел | Натали Вилар         |
| Жан Гавен  | Марк                 |
| Андре Пусе | Куинкин              |